# Comitatul Anne Arundel, Maryland
Comitatul Anne Arundel (pronunție IPA, ˌænəˈrʌndəl), conform originalului din engleză, Anne Arundel County (cod FIPS, 24 - 003 Arhivat în 29 iunie 2011, la Wayback Machine.), este unul din cele 23 comitate ale statului american Maryland, fiind situat în partea centrală a statului, flancând golful Chasepeake Bay în partea sa estică
Conform datelor statistice ale recensământului din anul 2000, furnizate de United States Census Bureau, populația sa totală era de 489.656 de locuitori, iar după o estimare a aceluiași USCB, creșterea populației ar fi atins în anul 2003 valoarea de 506.620 de locuitori. Sediul comitatului, care a fost înființat în 1650, este orașul Annapolis, care este simultan și capitala statului Maryland.

## Geografie
Conform datelor statistice furnizate de United States Census Bureau, comitatul are o suprafață totală de 11.689 km2 (sau de 4,514 mile patrate), dintre care 11.654 km2 (sau 4,501 square miles) este uscat și doar 0.31 % (34 km2 sau 13 square miles) este apă.

### Comitate învecinate
- Baltimore City, Maryland - nord
- Baltimore County, Maryland - nord
- Comitatul Calvert, Maryland - sud
- Comitatul Kent, Maryland - nord-est
- Comitatul Howard, Maryland - nord-vest
- Comitatul Prince George, Maryland - sud-vest
- Comitatul Queen Anne, Maryland - est
- Comitatul Talbot, Maryland - sud-est

### Drumuri importante
- Interstate 40
- U.S. Route 60
- U.S. Route 64
- U.S. Route 180
- U.S. Route 191
- State Route 64
- State Route 260
- State Route 264

## Educație
Următoarele districte școlare deservesc Comitatul La Paz.

## Demografie
|  | Graficele sunt indisponibile din cauza unor probleme tehnice. Mai multe informații se găsesc la Phabricator și la wiki-ul MediaWiki. |

Date: Wikidata - grafică realizată de Wikipedia